# Kamil Panák
Kamil Panák (* 28. května 1951) je bývalý slovenský fotbalista a trenér. Žije v Selci (okres Trenčín).

## Hráčská kariéra
V československé lize hrál za Jednotu Trenčín ve třech utkáních, aniž by skóroval. Debutoval v neděli 1. listopadu 1970 v plzeňském zápase s domácí Škodou (prohra 1:2). Naposled se v I. lize objevil v sobotu 11. října 1975, kdy zasáhl do žilinského utkání s domácím mužstvem ZVL (prohra 0:5). Nastupoval převážně v obraně nebo ve středu pole. Kariéru uzavřel v OŠK Selec.

### Prvoligová bilance
| Ročník             | Zápasy | Góly | Minuty | Klub               |
| ------------------ | ------ | ---- | ------ | ------------------ |
| I. liga 1970/71    | 1      | 0    | 45     | TJ Jednota Trenčín |
| I. liga 1975/76    | 2      | 0    | 145    | TJ Jednota Trenčín |
| CELKEM I. ČS. LIGA | 3      | 0    | 190    |                    |

## Trenérská kariéra
Po skončení hráčské kariéry se stal trenérem. Na začátku 3. tisíciletí působil v OŠK Selec.